# Лагута Ярослав Миколайович
Ярослав Миколайович Лагута (нар. 11 липня 1975, м. Житомир) — український діяч, з 12 листопада 2019 року виконувач обов'язків голови Дарницької районної в місті Києві державної адміністрації.

## Освіта
У 1998 році закінчив Житомирський інженерно-технологічний університет, спеціальність «Менеджмент у виробничій сфері». Інженер-економіст. У 2019 році закінчив Національну академію державного управління при Президентові України‚ спеціальність «Управління суспільним розвитком».

## Трудова діяльність
Жовтень 1993 — грудень 1996 — інспектор відділу, заступник директора акціонерного страхового товариства закритого типу «АСТРА», м. Житомир.
Січень 1997 — грудень 2001 — заступник директора Житомирської філії Української акціонерної страхової компанії «АСКА», м. Житомир.
Січень 2002 — травень 2002 — директор, генеральний директор товариства з обмеженою відповідальністю «Машина продажу», м. Київ.
Квітень 2002 — кандидат у народні депутати України, виборчий округ № 66, Житомирська область, висунутий Виборчим блоком політичних партій «Блок Віктора Ющенка «Наша Україна»». «За» 0.62 %, 11 з 14 претендентів. На час виборів: директор з координації та розвитку ТОВ «Машина продажу», член Молодіжної партії України.
Червень 2002 — січень 2005 — директор відділу, директор дочірнього підприємства, комерційний директор дочірнього підприємства «Шульц енд Френдз Київ», м. Київ.
Лютий 2005 — грудень 2007 — директор товариства з обмеженою відповідальністю «Орандж Україна», м. Київ.
Січень 2008 — листопад 2014 — радник, директор товариства з обмеженою відповідальністю «Розумні комунікації», м. Київ.
Листопад 2014 — січень 2015 — радник патронатної служби голови Житомирської обласної адміністрації.
З січня 2015 року — заступник голови Житомирської обласної державної адміністрації.
Червень 2019 — Серпень 2019 — тимчасово виконувач обов'язки голови Житомирської обласної державної адміністрації.
З 12 листопада 2019 року — виконувач обов'язків голови Дарницької районної в місті Києві державної адміністрації